# Palazzo Morosini del Pestrin

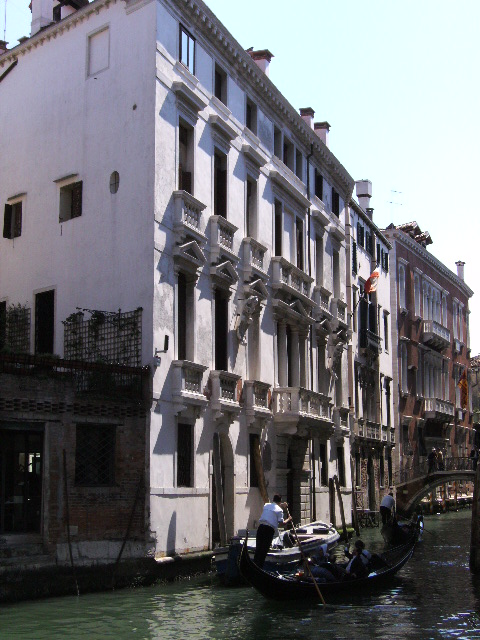
Palazzo Morosini del Pestrin

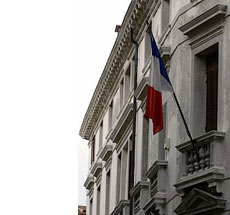
Französisches Konsulat mit Trikolore

Palazzo Morosini del Pestrin, auch einfach Palazzo Morosini, ist ein Palast in Venedig in der italienischen Region Venetien. Er liegt im Sestiere Castello mit Blick auf den Rio del Pestrin neben den Palazzi Donà a Santa Maria Formosa in der Nähe des Campo Santa Maria Formosa und des Campo Santi Giovanni e Paolo.

## Geschichte
Der Palazzo Morosini del Pestrin wurde im 17. Jahrhundert für die Patrizierfamilie Morosini del Pestrin erbaut. Ihr Name geht auf den Corte del Pestrin, einen Milchmarkt (im Venezianischen „Pestrin“) zurück, der dort lag, wo heute der innere Teil des Palastes liegt.
Seit 2001 ist das zweite Obergeschoss Sitz des Honorarkonsuls von Frankreich und früher auch der Kulturdelegation des französischen Konsulates (geschlossen im August 2009).

## Beschreibung
Die Hauptfassade auf den Rio del Pestrin hinaus hat ein Portal zum Wasser, das mit einem so breiten Bossenwerk verziert ist, wie das Dreifachfenster im Hauptgeschoss ist. Bemerkenswert sind auch die Seiten der Fassade mit drei Einzelfenstern und zwei großen Familienwappen. Im zweiten Obergeschoss setzt sich der Stil des ersten fort. Die Gartenfassade hat zwei Vierfachfenster mit Balkonen.
Im Inneren des Palastes sind nur noch einige Teile der Fresken erhalten, die Gian Carlo Bevilacqua 1815 malte.